# 도미타 쇼
토미타 쇼(冨田翔, 1982년 1월 7일 ~ )는 일본의 배우이다.

## 출연작

### 드라마
- 2003년~2004년 《폭룡전대 아바렌쟈》 산죠 유키토 / 아바레 블루 역
- 2007년 《백호대》 니시카와 쇼타로 역
- 2011년《해적전대 고카이저 29화》 산죠 유키토 / 아바레 블루 역

### 영화
- 2008년 《빛이 비치는 바다, 나의 배》